# Брайан, Морган
Морган Пейдж Готра (англ. Morgan Paige Gautrat, до замужества Брайан, Brian; род. 26 февраля 1993, Сент-Саймонс, Джорджия) — американская футболистка, игрок «Орландо Прайд».
Брайан играла в студенческой лиге за команду университета Вирджинии с 2011 по 2014 годы. За это время она забила 41 гол и сделала 43 результативные передачи. Она выиграла «Херман Трофи» в 2013 и 2014 годах. Брайан была в составе сборной США на чемпионатах мира по футболу 2015 и 2019 годов, где американки выиграли главный трофей. На чемпионате мира 2015 года она была самой молодой футболисткой сборной, тогда ей было 22 года.

## Ранние годы
Морган родилась на острове Сент-Саймонс, штат Джорджия, в семье Вики и Стива Брайанов, воспитывалась вместе со своей старшей сестрой Дженнифер. На острове была огромная футбольная культура, и Морган Брайан играла с девушками, которые были на четыре или пять лет старше её. Из-за миниатюрного телосложения в команде она получила прозвище «Планктон». В конце концов, Брайан продолжила играть в команде «Понте Ведра Шторм» в Понте Ведра Бич в составе команд разной возрастной категории (от 13 до 19 лет). За «Шторм» Брайан выигрывала чемпионаты штата среди футболисток до 17 и 19 лет.
Брайан пробовала попасть в государственную команду Олимпийской программы развития во Флориде вместе со всеми своими товарищами по команде из Понте Ведра Шторм. В первый год она не попала в команду; но после усердных тренировок всё же смогла добиться этого результата. Она позже отмечала, что участие в Программе «было моим началом».
Брайан посещала Академию Фредерика на острове Сент-Саймон с 2007 по 2011 годы, где она играла в футбол в местной команде, которая вместе с Морган выиграла чемпионат штата четырежды подряд. Помимо футбола, Брайан также играла в университетский баскетбол, как на региональном, так и на национальном уровне.
Брайан закончила свою школьную футбольную карьеру со 186 голами и 95 передачами. Она дважды становилась лучшим игроком штата. Брайан также была первой, кто удостоился награды Спортсменки года США по версии Gatorade в 2011 году.

### Университет Вирджинии, 2011—2014
Брайан училась в Университете Вирджинии. В первый год обучения она сыграла 23 из 24 матчей и играла на позиции полузащитника. Она стала вторым бомбардиром «Кавальерс» с 11 голами и 8 передачами и получила ряд индивидуальных наград лиги.
В течение второго года обучения Брайан играла в 15 играх из-за участия на чемпионате мира 20 лет, на котором вместе со сборной США завоевала золото. Брайан забила четыре гола и отдала семь результативных передач за «Кавальерс».
В третий год она набрала 46 очков, забив 16 голов и 14 отдав результативных передач. Её успехи помогли достичь «Кавальерс» финала и победить в Кубке колледжей. Она была названа футболисткой года США, игроком года по версии TopDrawerSoccer.com, игроком года по версии VaSID. Она выиграла «Херманн Трофи» 2013 года.
В 2014 году Морган Брайан выиграла свой второй «Херманн Трофи», став пятой женщиной, дважды получившей эту награду после Мии Хэмм, Синди Парлоу, Кристин Синклер и Керри Хэнкс.

## Клубная карьера

### «Хьюстон Дэш», 2015—2017
16 января 2015 года «Хьюстон Дэш» выбрала Морган Брайан на драфте под первым номером. Брайан впервые сыграла за «Дэш» 10 апреля 2015 года в матче против «Вашингтон Спирит». Брайан пропустила почти половину сезона лиги из-за участия в чемпионате мира 2015 года. Она вернулась в «Дэш» в конце июля в матче против «Канзас-Сити». Брайан провела десять матчей за «Дэш» в регулярном сезоне, сделав три передачи за 810 минут игры. Команда заняла пятое место в лиге и не вышла в плей-офф.
13 января 2016 года Брайан вошла в состав сборной США Она провел семь матчей за команду, прежде чем присоединилась к национальной сборной в рамках подготовки к летним Олимпийским играм 2016 года в Рио-де-Жанейро.

### «Чикаго Ред Старз», 2017
30 августа 2017 года «Чикаго Ред Старз» обменяли Брайан на Кристи Мьюис. В январе 2018 года Брайан подписала контракт с французском «Лионом», но Чикаго сохранила свои права на футболистку. Брайан вернулась 19 июня 2018 года, когда она подписала контракт на оставшуюся часть сезона 2018 года.

### «Олимпик Лион», 2018
1 января 2018 года «Лион» объявил, что подписал с Брайан контракт на два с половиной года, который продлится до 30 июня 2020 года. 30 мая 2018 года стало известно, что Брайан уезжает из Лиона всего через 5 месяцев.

## Международная карьера

### Молодежные сборные
Брайан играла в составе сборной США на чемпионате мира по футболу среди женщин до 17 лет в Коста-Рике . В пятнадцать лет она была самым молодым игроком.
Брайан со сборной США выиграла чемпионат КОНКАКАФ среди девушек до 20 лет в 2012 году и заработала место на чемпионате мира до 20 лет в Японии. Во время отборочного турнира она сыграла в четырёх матчах, проведя на поле 337 минут, забила один гол и отыграла одну передачу. Футболистки США выиграли золотые медали. В преддверии чемпионата мира Морган Брайан сыграла 15 матчей за сборную до 20 лет и забила три гола.
Позже Брайан помогла команде выиграть чемпионат мира по футболу среди девушек до 20 лет в Японии в 2012 году; сыграв все шесть матчей и забив один гол.

### Взрослая сборная
Брайан получила первый вызов в национальную сборную в июне 2013 года, когда была включена в заявку на серию из двух игр против Кореи. Брайан тогда было 20 лет и она стала самой молодой в составе. Она впервые вышла на поле, заменив Лорен Холидей на 77-й минуте матча против Кореи. 3 сентября 2013 года Брайан во второй раз выступил в матче сборной, сыграв против сборной Мексики на стадионе Роберта Кеннеди. Она заменила Эрику Тимрак на 70-й минуте. Через две минуты Брайан забила свой первый гол за сборную благодаря результативной передаче Эбби Вамбах. Соединённые Штаты выиграли матч со счетом 7:0.
В 2014 году Брайан сыграла за сборную 16 матчей, одновременно играя в составе университетской команды. 24 февраля Брайан была включена на Кубок Алгарве 2014 года, который проходил с 5 по 12 марта. Она сыграла против Японии, Швеции и КНДР.
Брайан участвовала в играх против сборной Китая 6 и 10 апреля, а спустя 2 месяца сыграла против Канады 8 мая. Она сыграла 68 минут в матче, который закончился ничьей 1:1. Затем она была заявлена на две игры против Франции 14 и 19 июня, на матч против Швейцарии 20 августа.
На женском чемпионате КОНКАКАФ 2014 года, который служил квалификацией для женского чемпионата мира по футболу 2015 года, Брайан сыграла в трёх играх. В первой игре против Гаити она вышла на замену Тобин Хит на 63-й минуте. В следующей игре она также играла не с первых минут, начав с 67-й в полуфинале против Мексики 24 октября. Победа со счётом 3:0 позволила США выйти в финал и получить путёвку на чемпионат мира по футболу 2015. Морган играла в финале против Коста-Рики, которую американки выиграли и стали чемпионами. После квалификационного турнира КОНКАКАФ Брайан была заявлена на международный турнир в Бразилии, который проходил с 10 по 21 декабря. Она заменила Лорен Холидей на 65-й минуте матча против Бразилии 14 декабря, а в матче против Аргентины сделала две голевые передачи. Брайан отыграла все 90 минут в финале против сборной Бразилии. Игра завершилась вничью 0:0, но титул чемпиона достался Бразилии, набравшей больше очков на групповом этапе.

#### Чемпионат мира 2015
Брайан была заявлена на матчи против Франции и Англии в середине февраля. Она сыграла 63 минуты против французских футболисток, а против Англии провела весь матч. 21 февраля Брайан вошла в состав сборной на Кубок Алгарве 2015 года в Португалии. Она сыграла все 90 минут первого матча команды против Норвегии 4 марта, в котором США одержали победу со счетом 2:1. Она также стартовала в финальном матче против Франции 11 марта, а Соединённые Штаты выиграли свой 10-й Кубок Алгарве. Затем она участвовала в матче против Новой Зеландии 4 апреля в Сент-Луисе, выйдя на поле на 79-й минуте и забила четвёртый гол команды на 81-й минуте.
14 апреля 2015 года Брайан вошла в состав сборной США на чемпионат мира по футболу 2015. В 22 года она стала самым молодым участником команды. Она сыграла в шести играх турнира. В финале против Японии она отдала результативную передачу Тобин Хит, которая забил последний гол в игре, завершившейся со счётом 5:2 в пользу США.

#### Летние Олимпийские игры 2016
Брайан участвовала в квалификационном отборочном турнире КОНКАКАФ к Олимпийским играм 2016 года. Соединённые Штаты квалифицировались на Олимпийские игры 2016 года в Рио-де-Жанейро после полуфинальной победы над Тринидадом и Тобаго 19 февраля. Брайан отыграла все 90 минут в финале против Канады 21 февраля. Соединённые Штаты выиграли турнир после победы со счётом 2:0, Брайан была признана лучшим игроком матча. Она также выиграла «Золотой мяч» на этом турнире и вошла в состав символической сборной
Брайан играла на турнире SheBelieves Cup 2016, который проходил с 3 по 9 марта. В первой игре против Англии она отыграла все 90 минут, а игра 6 марта против Франции стала 50-й за сборную США. США выиграли со счетом 1:0 Брайан отыграла 90 минут в финале против Германии 9 марта, а американки выиграли ещё один трофей. Брайан участвовала на сборах перед двумя матчами против Колумбии в начале апреля. Из-за травмы подколенного сухожилия она не сыграла в этих играх, однако затем вышла в стартовом составе против Японии в серии из двух игр.
12 июля 2016 года Брайан вошла в состав сборной США на Олимпийские игры 2016 года в Рио-де-Жанейро. Она дебютировала на Олимпийских играх 3 августа в матче открытия команды против Новой Зеландии и отдала голевую в матче Алекс Морган на 46-й минуте. Она также появилась во втором групповом матче против Франции, помогая Соединённым Штатам одержать ещё одну победу и обеспечить первое место в группе.

#### Постолимпийские игры и борьба с травмами
После поражения на Олимпийских играх, Брайан отличилась в обоих товарищеских матчах против Румынии. Брайан сыграла в SheBelieves Cup 2017 года, но получила травму колена, из-за которой пропустила серию товарищеских матчей против России, Швеции и Норвегии. Брайан вернулась в Турнир Наций 2017 года, но сыграла играть только в последней игре против Австралии. От травм она продолжила восстанавливаться до 2018 года, хотя и участвовала в тренировочных сборах

#### Чемпионат мира 2019
2 мая 2019 года Брайан вошла в состав сборной США на чемпионат мира 2019 года, который американки выиграли.

## Личная жизнь
Брайан является членом Содружества христианских спортсменов.
Она была в отношениях с Эриком Бёрдом с 2013 по 2015 годы. В ноябре 2017 года она вышла замуж за футболиста Фабриса Готра.